# Supercopa de la Unión Soviética
La Supercopa de la Unión Soviética es una extinta competición de fútbol de la Unión Soviética, que enfrentó al ganador de la Liga de la URSS y al vencedor de la Copa de la URSS (ambas también desaparecidas).
Se jugaba desde 1977, pero nunca fue anualmente, sino que se hacía cada tres años en sus primeras ediciones. Ya desde 1983 hasta 1986, el torneo se disputó de forma oficial y anualmente, pero en 1988, se jugó por última vez, hasta que en 1991 dejara de existir la Unión Soviética, para pasar a crearse varias naciones independientes.
La Supercopa de la URSS suponía así el inicio de las competiciones futbolísticas en la Unión Soviética.

## Finales
| Temporada | Campeón               | Resultado             | Finalista             | Estadio                                                 |
| --------- | --------------------- | --------------------- | --------------------- | ------------------------------------------------------- |
| 1977      | Dinamo Moscú          | 1-0                   | Dinamo de Kiev        | Estadio Boris Paichadze, Tbilisi                        |
| 1980      | Dinamo de Kiev        | 1-1 (5-4 pen.)        | Shakhtar Donetsk      | Estadio Lokomotiv, Simferópol                           |
| 1983      | Shakhtar Donetsk      | 2-1, 1-1 (3-2 global) | Dnipro Dnipropetrovsk | Estadio Shajtar, Donetsk Estadio Meteor, Dnepropetrovsk |
| 1984      | Zenit San Petersburgo | 2-1, 1-0 (3-1 global) | Dinamo Moscú          | Estadio Kirov, Leningrado Estadio Dynamo, Moscú         |
| 1985      | Dinamo de Kiev        | 2-2 (3-1 (pen.)       | Shakhtar Donetsk      | Estadio Republicano, Kiev                               |
| 1986      | Dinamo de Kiev        | 1-1 (5-4 (pen.)       | Torpedo Moscú         | Estadio Lenin, Moscú                                    |
| 1988      | Dnipro Dnipropetrovsk | 3-1                   | Metalist Járkov       | Estadio Central, Sochi                                  |

## Títulos por club
| Club                  | Campeón | 2° | Años campeón     |
| --------------------- | ------- | -- | ---------------- |
| Dynamo Kiev           | 3       | 1  | 1980, 1985, 1986 |
| Shakhtar Donetsk      | 1       | 2  | 1983             |
| Dnipro Dnipropetrovsk | 1       | 1  | 1988             |
| Dynamo Moscú          | 1       | 1  | 1977             |
| Zenit Leningrado      | 1       | -  | 1984             |
| Metalist Járkov       | -       | 1  |                  |
| Torpedo Moscú         | -       | 1  |                  |